# Alfred Kirwa Yego
Alfred Kirwa Yego (Eldoret, 28 de novembro de 1986) é um meio-fundista queniano, campeão mundial dos 800 metros em Osaka 2007  e medalhista olímpico em Pequim 2008.